# Thüringen-Rundfahrt 1979
Die Thüringen-Rundfahrt 1979 war ein Wettbewerb im Straßenradsport in der DDR, der als Etappenrennen ausgetragen wurde. Sieger wurde Hans-Joachim Hartnick.

## Rennverlauf
Die Thüringen-Rundfahrt 1979 war die 5. Austragung der Thüringen-Rundfahrt und fand vom 26. bis 29. April statt. Das Etappenrennen für Amateure führte über 4 Etappen von Erfurt nach Heiligenstadt. Veranstalter war der Deutsche Radsport-Verband der DDR. Organisiert wurde das Rennen vom SC Turbine Erfurt. Polen, die Tschechoslowakei und Ungarn brachten Nationalmannschaften an den Start. Dazu kamen Vereinsmannschaften aus Budapest, Wroclaw und aus den DDR-Sportclubs. Die Rundfahrt galt als Qualifikationsrennen für die Internationale Friedensfahrt. 101 Fahrer nahmen das Rennen auf. Die Entscheidung fiel auf der 3. Etappe. Hans-Joachim Hartnick konnte dem bisherigen Spitzenreiter Andreas Petermann 21 Sekunden abnehmen, die er bis zum Ende der Rundfahrt verteidigte.

## Etappen
1. Etappe Einzelzeitfahren Erfurt, 11,5 Kilometer: Sieger Andreas Petermann
2. Etappe Erfurt–Heiligenstadt, 201 Kilometer: Sieger Andreas Petermann
3. Etappe Eichsfelder Dreiecksrennen, 111 Kilometer: Sieger Holger Kickeritz
4. Etappe Großes Heiligenstädter Iberg-Rennen, 140 Kilometer: Sieger Andreas Petermann

## Gesamtwertung
| Platz | Fahrer                | Verein            | Zeit (h)       |
| ----- | --------------------- | ----------------- | -------------- |
| 01.   | Hans-Joachim Hartnick | SC Cottbus        | 12:20:23 h     |
| 02.   | Andreas Petermann     | SC DHfK Leipzig   | + 0:21 Minuten |
| 03.   | Bernd Drogan          | SC Cottbus        | + 0:24 Minuten |
| 04.   | Martin Goetze         | SC DHfK Leipzig   | + 1:07 Minuten |
| 05.   | Thomas Barth          | SG Wismut Gera    | + 1:44 Minuten |
| 06.   | Detlef Macha          | SC Turbine Erfurt | + 1:47 Minuten |
| 0 …   |                       |                   |                |